# The CW Television Network
The CW Television Network, of informeel The CW, is een Amerikaans televisienetwerk. The CW werd gelanceerd in het begin van het televisieseizoen van 2006/07. Het netwerk bevat onderdelen van zowel UPN als The WB Television Network, welke beide stopten met uitzenden in september 2006. The CW is een joint venture tussen de CBS Entertainment Group (onderdeel van Paramount Global), eigenaar van UPN, en Warner Bros. Entertainment (onderdeel van Warner Bros. Discovery), eigenaar van The WB.
Het televisienetwerk ging direct de concurrentie aan als vijfde, grote televisiezender; een status die noch The WB als UPN bereikt heeft. In tegenstelling tot "De Grote Vier", heeft The CW echter geen intentie om een zuster nieuws- of sportzender te lanceren. De programmering van "The CW" is gericht op tieners en jonge adolescenten.

## Huidige programmering
Dit is de programmering voor het seizoen 2020-2021

### Drama
- All American
- Batwoman
- Black Lightning
- Charmed (Reboot)
- Dynasty
- The Flash
- In The Dark
- Legacies
- Legends of Tomorrow
- Nancy Drew
- The Outpost
- Pandora
- Riverdale
- Roswell, New Mexico
- Stargirl
- Supergirl
- Two Sentence Horror Series
- Walker

### Reality
- Penn & Teller: Fool Us
- Masters of Illusion
- World's Funniest Animals

### Aankomende producties
- The 4400 (Reboot)
- Kung Fu
- The Republic of Sarah
- Superman & Lois

## Oudere, bekende CW-producties
- Jane the Virgin
- Crazy Ex-Girlfriend

- The Originals
- Everybody Hates Chris
- 7th Heaven
- Gilmore Girls
- The Vampire Diaries
- Smallville
- One Tree Hill
- Veronica Mars
- Runaway
- Hidden Palms
- Gossip Girl
- Life Is Wild
- Aliens in America
- Hart of Dixie
- Reaper
- 90210
- Privileged
- Easy Money
- Valentine
- The Beautiful Life: TBL
- Melrose Place
- Hellcats
- Nikita
- Ringer
- The Secret Circle
- The L.A. Complex
- Emily Owens, M.D.
- The Carrie Diaries
- Cult
- The Tomorrow People
- Star-Crossed
- Beauty and the Geek
- Farmer Wants a Wife
- WWE Friday Night SmackDown! (verhuisde naar MyNetworkTV en later naar Syfy)
- America's Next Top Model